# Софья Витовтовна
Со́фья Вито́втовна, в постриге Ефросинья (1371 — 15 июня 1453) — княгиня, единственная дочь великого князя литовского Витовта Кейстутовича, жена князя московского Василия I (в 1390—1425 годах)
.

## Биография

### Свадьба
Софья родилась и выросла предположительно в Троках. В 1386 году она была помолвлена с московским княжичем Василием, когда тот, бежав из ордынского плена, пробирался в Москву через Молдавию и Литву. Некоторые летописцы указывают, что Василий некоторое время гостил в замке у Витовта и отбыл домой, уже будучи помолвлен с его дочерью.
Литовские князья, вероятно, пытались помешать этой свадьбе. «У меня была дочь, девушка, — жаловался впоследствии Витовт, — и над ней я не имел никакой власти; были женихи, которые много просили её руки, но я не мог выдать её, за кого хотел: они (Ягайло и Свидригайло) запрещали мне и говорили, что я не должен её выдавать, и боялись, что через неё у меня будут новые друзья».
Летом 1387 года митрополит Киприан, по дороге из Константинополя, взял Василия с собой и привез его в Литву. Киприан убедил Витовта возглавить антипольскую коалицию и обручил дочь Витовта Софью с Василием Дмитриевичем.
После смерти в 1389 году Дмитрия Ивановича Василий стал великим князем Московским. В 1390 году по благословению митрополита Киприана и по совету своей матери он послал в Литву троих бояр: Александра Поля, Александра Андреевича Белеута и Селивана за невестой. Осенью того же года посольство прибыло в Пруссию, в Марьингород (Мариенбург), где в то время под покровительством Ордена жила семья Витовта. Вскоре Софья была отправлена с ними в Москву. От литовской стороны её сопровождал князь Иван Гольшанский. Путь их лежал из Данцига морем до Риги, а затем — через Псков и Новгород.
В Москву Софья прибыла по одним данным 1 декабря, по другим — 30 декабря — и была встречена с большим почётом: митрополит Киприан и духовенство вышли за стены города и приветствовали её со святыми крестами в руках.
Софью привезли в Москву и 9 января 1391 года митрополит Киприан в соборной церкви обвенчал её с Василием Дмитриевичем. В качестве родительского благословения Софья привезла в Москву икону «Благодатное Небо».

В Тверской летописи записано:
"В год 6898 (1390).... В ту же зиму женился князь великий Василий, взяв добрую дочь Витовта, Софию; добрый нрав имела от отца, была не блудный мед".
Княгиня родила девять детей, 5 мальчиков (выжил только один) и 4 девочки (одна из них, Анна, стала женой византийского императора Иоанна VIII Палеолога).

### Жена великого князя Московского
Благодаря этому браку и, возможно, в значительной мере под влиянием Софьи между Витовтом и Василием Московским завязались дружественные отношения. Василий и Софья неоднократно ездили гостить к нему в Литву.
Известно, что они ездили в Смоленск «на повиданье» к Витовту в 1393 году. Весной 1396 года, за две недели до Пасхи, Василий Дмитриевич снова прибыл к тестю в Смоленск вместе с митрополитом Киприаном, был встречен Витовтом очень радушно и праздновал там Пасху. Осенью того же года сам Витовт после рязанского похода навестил зятя в Коломне и пробыл там несколько дней. В 1398 или 1399 году к родителям в Смоленск ездила с детьми Софья, пробыла там две недели и уехала, получив богатые подарки, среди которых особенно выделялись иконы «чудны зело обложены златом и сребром» и часть страстей Спасовых. В 1414 году знаменитый путешественник того времени Жильбер де Лануа посетил Витовта в одном из замков на Немане и встретил там Софью, которая гостила у родителей вместе с дочерью Анной. Княгиня снова ездила в Смоленск со своим сыном Василием в 1423 и 1427 годах.
В 1408 году ей пришлось спешно покинуть Москву. Когда Едигей двинул на город войска, Василий Дмитриевич оставил для обороны столицы своего двоюродного дядю Владимира Храброго, а сам с женой и детьми уехал в Кострому (где, по некоторым объяснениям, планировал собирать войско).
В 1415 году Софья чуть было не умерла. Перед рождением Василия она была сильно больна и находилась при смерти, но быстро поправилась.
Вот как это происшествие описывает Н. М. Карамзин: «Мать его не скоро разрешилась от бремени и терпела ужасные муки. Беспокойный отец просил одного Святого Инока Иоанновской Обители молиться о Княгине Софии. «Не тревожься! - ответствовал старец: - Бог дарует тебе сына и наследника всей России». Между тем духовник Великокняжеский, Священник Спасского Кремлёвского монастыря, сидел в своей келье и вдруг услышал голос: «Иди и дай имя Великому Князю Василию». Священник отворил дверь и, не видя никого, удивился; спешил во дворец и сведал, что София действительно в самую ту минуту родила сына. Невидимого вестника, приходившего к Духовнику, сочли Ангелом; младенца назвали Василием, и народ с сего времени видел в нём своего будущего Государя, ожидая от него, как вероятно, чего-нибудь необыкновенного».

### Регентша
27 февраля 1425 года Софья осталась вдовой: Василий Дмитриевич умер. По его завещанию она получила обширные и богатые волости — некоторые «в опришнину», но большую часть в пожизненное владение. Они давали княгине значительный доход, на который она могла покупать новые села и деревни, которыми распоряжалась уже по собственной воле. Сохранились три духовные грамоты Василия о передаче земель жене. В первой, от 1406 года, Софья получила долю из коломенских волостей, из московских сёл, старинные волости, которыми всегда владели великие княгини и которые должны были перейти к ней по смерти мужа, а впоследствии их должно было передать будущей невестке. «В опришнину» отдавались только два села — Богородицкое и Олексинское. По второй духовной грамоте, от 1423 года, волости были несколько изменены, доля княгини увеличена, «в опришнину» отданы другие села — Гжеля и Селицинское. Третья духовная, от 1424 года, повторяет предыдущую без существенных изменений. В конце её сказано: «A приказываю сына своего князя Василия и свою княгиню и свои дети своему брату и тестю великому князю Витовту, как ми рекл на Бозе да на нем... и своей братье молодшей».
Герберштейн сообщал, будто Василий Дмитриевич, подозревая жену в неверности, отказал великое княжение не сыну Василию, а брату Юрию. Но Соловьёв считал это сообщение выдумкой тех, кто был озлоблен на потомков Василия Тёмного.
После смерти мужа в малолетство сына Василия II Софья стала управлять княжеством по завещанию супруга. Официально регентами также являлись её отец литовский князь Витовт и князья Андрей и Петр Дмитриевичи.
Как только Василий Димитриевич умер, Софья созвала бояр и сановников и убедила их крепко стоять за её сына Василия, а затем попросила защиты и покровительства у отца. 15 августа 1427 года Витовт писал великому магистру Ордена, что к нему приехала дочь, великая княгиня московская, которая с сыном и великим княжеством своим, с землями и людьми подалась в его опеку и оберегание. Таким образом, Софья официально отдала Великое княжество Московское под покровительство своего отца литовского князя Витовта, вследствие чего его верховенство признали Тверское, Рязанское и Пронское княжества. Всё это было необходимо для того, чтобы противостоять претендовавшему на великокняжеский престол брату Василия Дмитриевича звенигородскому князю Юрию.
Став опекуном малолетнего Василия II, Витовт оказывал существенное влияние на Московское и другие княжества Северо-Восточной Руси. Но после смерти отца в 1430 году Софья предпочла вести самостоятельную политику.

### Борьба со звенигородскими князьями
Софья активно участвовала в борьбе против удельных князей, пытавшихся оспорить власть у её сына.
Смерть Витовта дала больший простор для князя Юрия Дмитриевича. В 1431 г. он тягался в Орде с Василием из-за великокняжеского престола. Однако Софья снова смогла привлечь на сторону сына московских бояр, которые и сами хорошо понимали выгоды своего положения при княжении Василия. В начавшейся борьбе успеху Василия во многом способствовал боярин Иван Дмитриевич Всеволож, который стоял во главе московского боярства в то время. Благодаря уму, ловкости и лести он, несмотря на сильное противодействие князя Юрия, сумел выхлопотать для Василия ярлык на великое княжение.
Вместе с боярином Иваном Всеволожем Софья приняла участие в разработке судебной реформы, согласно которой права московского наместника были ограничены в пользу дворовых удельных князей. По мнению А. А. Зимина, реформа не была шагом назад, а была лишь обусловлена необходимостью сплотить московских удельных князей в борьбе с Юрием Дмитриевичем.
Действовал Всеволож не бескорыстно: он взял с Василия обещание, что тот женится на его дочери. Однако Софья считала такой брак для сына неподходящим, ни в коем случае не соглашалась на него и настояла на том, чтобы Василий обручился с внучкой князя Владимира Андреевича Храброго, боровской княжной Марией Ярославной.
8 февраля 1433 года на свадьбе великого князя Василия Васильевича II публично сорвала с Василия Юрьевича Косого золотой пояс, якобы украденный в прошлом у Дмитрия Донского тысяцким Василием Протасьевичем и со временем попавший к Василию Косому, что послужило поводом для начала боевых действий, в результате которых отец Василия Косого Юрий Дмитриевич занял Москву, и стало главным связанным с ней изобразительным сюжетом.
По утверждению Софьи, после кражи драгоценный предмет одежды достался боярину Ивану Всеволожу, в свою очередь подарившему его мужу своей внучки Василию Юрьевичу. Есть версия, что история с внезапно обнаруженным спустя 65 лет поясом была выдумана Софьей и её окружением из мести к Всеволожу, влиятельному московскому боярину, перебежавшему на сторону конкурента её сына в борьбе за великое княжение Юрия Дмитриевича. Вскоре после этого по приказу великого князя Всеволож был ослеплён и прожил недолго.
По мнению же Веселовского, скандал мог быть спровоцирован самим Всеволожем, который был заинтересован в ссоре Юрия Дмитриевича с Василием, для чего и распустил слухи о поясе.
Когда в 1433 году Юрий Дмитриевич занял Москву, Софья вынуждена была бежать вместе с сыном и невесткой к Твери, а затем в Кострому. Довольно скоро Юрий поссорился со своими сыновьями, да и бояре стали перебегать к Василию, и Юрий предпочёл за лучшее помириться с племянником, признав его старшинство. Вся семья Василия вернулась в Москву.
Однако уже в следующем году Юрий Димитриевич и его сыновья с большим войском вновь взяли Москву. Великая княгиня Софья была взята в плен и отослана ими в Звенигород. Но вскоре Юрий умер, Василий снова утвердился на великом княжении, и Софья вновь возвратилась в Москву.
В 1440 году Софья ездила в Переяславль вместе с боярами и дворянами. В 1445 году в Москве случился большой пожар, в результате которого выгорел почти весь город. Великая княгиня со всем семействам, боярами и двором вынуждена была уехать — по одним данным, в Ростов, по другим — направилась было в Тверь, но по дороге встретилась с Дмитрием Шемякой, который и вернул её обратно от реки Дубны.
В феврале 1446 года во время отсутствия великого князя Василия Васильевича, когда он ездил в Троице-Сергиевский монастырь на богомолье, Дмитрий Шемяка вместе с князем можайским Иваном Андреевичем неожиданно, ночью захватил Москву. Через несколько дней Иван Андреевич привез Василия II из монастыря пленником в Москву, где тот был ослеплён и отчего получил прозвище «Тёмный». Софья была сослана в Чухлому.
Вскоре Василию Васильевичу удалось бежать, Москва перешла на его сторону, он снова занял великокняжеский престол, а Шемяка ушёл в Галич, затем в Чухлому, а оттуда, взяв с собой великую княгиню Софью, в Каргополь.
В феврале 1447 года Василий II Тёмный послал к Дмитрию Шемяке боярина Василия Феодоровича Кутузова со словами: «Какая тебе честь и хвала держать в плену мою мать, а свою тетку, или ты хочешь этим отомстить мне? Ведь я теперь сижу на своём великокняжеском столе». Шемяка стал советоваться с боярами и говорил им: «Братья, что мне томить тётку и госпожу свою, великую княгиню? Сам я бегаю, люди надобны самому, они уже и так истомлены, а тут еще надобно её стеречь, лучше отпустим её». Он отправил Софью в Москву в сопровождении знатного боярина Михаила Сабурова. Василий Васильевич выехал навстречу матери в Троице-Сергиевский монастырь и вместе с ней поехал в Переяславль. При этом отправленные сопровождать её боярин и дети боярские перешли на службу к Василию II.
В 1451 году Софья руководила обороной Москвы от татар. Когда они ушли, она известила об этом сына, который в это время находился за Волгой.

### Смерть
В старости Софья ушла в Вознесенский монастырь под именем Евфросиния (в схиме Синклитикия), в котором она строила храм Вознесения, начатый ещё женой Дмитрия Донского княгиней Евдокией. Храм этот Софья достроить не успела — удалось довести стены и своды только по кольцо, самый верх сведён не был. В этом монастыре она была похоронена. С 1929 года её останки находятся в Архангельском соборе Москвы.
После её смерти остались богатые волости. В Москве у неё был двор за городом на Ваганькове. В её завещании перечислены 52 села, которыми, за исключением шести, она распорядилось по своей воле: раздала их Василию, невестке Марии, внукам Ивану, Юрию, Андрею и Борису, и княгине Евфросинии. Больше всех был награждён любимый внук Юрий. Часть сёл было отказано Архангельскому собору.
Софья также оставила: ящик с мощами, икону, окованную на мусии, икону Пречистыя Богородицы с пеленою, большую икону Богородицы степную с пеленою и с убрусцами, икону святых Козьмы и Дамиана, икону святого Федора Стратилата, выбитую на серебре, а также два дубовых ларчика, большой и малый, большой ящик и коробью с крестами, иконами и мощами.

## Портрет
До наших дней дошли портреты Софьи и её мужа Василия Дмитриевича, вышитые шёлком, золотом и жемчугом на саккосе митрополита Фотия. Софья изображена здесь во весь рост, в роскошном княжеском наряде. Около княжеской пары — русские надписи, тогда как около всех других изображений — греческие.
Историк В. В. Назаревский описывает Софью так: «На великой княгине Софье род сарафана из серебряной парчи, с красными клетками в золотых рамах; сарафан украшен золотым ожерельем, с таким же передником и поясом. Сверх сарафана шубка, или длинный плащ, золотой, с серебряными кругами и синими и красными крестами. На княгине венец почти такой же формы, как на её супруге. Это изображение весьма важно не только в иконографическом отношении, но и для истории московских одежд».
Однако, по мнению историка искусства Д. А. Ровинского, все подобные портреты отделывались «по-иконному», без малейшего намёка на натуру.

## Дети
1. Юрий Васильевич (18.5.1395 — 30.11.1400)
2. Иван Васильевич (15.1.1397 — 20.7.1417), скончался по дороге из Коломны в Москву в результате «мора», спустя всего полгода после женитьбы на дочери князя Пронского и получения в удел Нижнего Новгорода
3. Даниил Васильевич (6.12.1401 — май 1402) — умер от мора
4. Семён Васильевич (13.1.1405 — 8.4.1405) — умер от мора
5. Анна Васильевна (1393 — август 1417) — первая дочь князя, ставшая женой византийского императора Иоанна VIII Палеолога.
6. Анастасия Васильевна (1398 — 1470) — в 1417 году вышла замуж за киевского князя Александра Владимировича (Олелько).
7. Василиса Васильевна (1400? — до 1440) — первым браком за суздальским князем Александром Ивановичем, вторым за суздальским князем Александром Даниловичем.
8. Мария Васильевна — с 1418 года замужем за Юрием Патрикеевичем, князем Стародубским; от этого брака происходят князья Патрикеевы, а от них — князья Куракины и Голицыны.
9. Василий II Темный (10.3.1415 — 27.3.1462)